# Quiet (personaggio)
Quiet è un cecchino immaginario della serie di videogiochi Metal Gear ideata da Hideo Kojima. È uno dei personaggi principali di Metal Gear Solid V: The Phantom Pain, dove fa da spalla in combattimento al protagonista Venom Snake, instaurando con lui, nel corso delle missioni, un forte legame anche affettivo. Quiet è inoltre un personaggio giocabile in Metal Gear Online, la componente multigiocatore online di The Phantom Pain.

## Biografia
Quiet compare per la prima volta nell'ospedale di Dhekelia sotto le vesti di assassino della XOF con l'ordine di eliminare Big Boss. Tuttavia quando si appresta a compiere la sua missione, Ishmael le dà fuoco dopo averle lanciato dell'alcool etilico, facendo precipitare la ragazza dalla finestra della stanza. Il corpo della ragazza, bruciato dentro e fuori, viene successivamente ricostruito grazie alla terapia parassitaria di Skull Face, sopravvivendo grazie ai parassiti che le ricoprono la pelle e le conferiscono abilità sovrumane come la respirazione cutanea e la capacità di assorbire sostanze nutritive tramite la fotosintesi. Questa sua condizione fisica si ripercuote anche sul suo abbigliamento, in quanto è costretta ad esporre più parti possibili del suo corpo alla luce solare per stare in salute.
Quiet ricompare successivamente come un letale e silenzioso cecchino muto che decimava i soldati sovietici finché non viene sconfitta e recuperata da Venom Snake. Alla Mother Base tuttavia, Quiet non viene accolta positivamente, in quanto Miller e i soldati la ritengono una spia di Cipher a causa del suo silenzio. La ragazza però salva Snake in più occasioni, riuscendo a conquistare la fiducia del Boss e di Ocelot. Col tempo la ragazza instaura un forte legame con Venom Snake, anche di tipo sentimentale. Dopo l'ennesimo e inefficace interrogatorio di Miller, Quiet parla con Code Talker in lingua navajo, l'unica lingua immune ai parassiti delle corde vocali, e gli rivela il motivo del suo silenzio: la ragazza è infatti la portatrice dell'unico ceppo di lingua inglese dei parassiti, introdottole da Skull Face per uccidere Big Boss e i Diamond Dogs. Per proteggere il Boss da tale pericolo, Quiet fugge dalla Mother Base ma viene catturata dai sovietici. Snake la recupera ma la ragazza viene gravemente ferita da un carro armato nemico.
Venom Snake porta in salvo Quiet sfruttando una tempesta di sabbia per nascondersi dai rinforzi nemici, ma cercando di proteggere la ragazza viene morso da un serpente velenoso e sviene. Quiet allora, nel disperato tentativo di salvare Snake guida l'elicottero di recupero verso la loro posizione parlando con Pequod in lingua inglese, mettendo a repentaglio la propria vita. Quando Snake si risveglia,si ritrova da solo. Seguendo delle orme nel deserto trova un'audiocassetta contenente una registrazione di Quiet. Nel messaggio la ragazza esprime i suoi sentimenti per Snake e per assicurarsi di non metterlo in pericolo, scompare definitivamente dalla sua vita.
(Quiet nella sua ultima registrazione)
La scomparsa di Quiet è definitiva, nel senso che dopo questo episodio non è più selezionabile nemmeno come spalla durante il gioco. Come è stato osservato, in questo modo Kojima ha voluto esprimere uno dei temi centrali di The Phantom Pain, il dolore fantasma appunto, causato dalla perdita di un prezioso alleato per il giocatore, che vede anche vanificati tutti gli sforzi fatti per potenziarne l'equipaggiamento. Grazie ad un successivo aggiornamento del videogioco, però, è possibile far ritornare Quiet alla Mother Base con tutti gli oggetti che erano stati sviluppati prima del suo allontanamento.

## Sviluppo del personaggio
Quiet è interpretata dall'attrice Stefanie Joosten, la quale ha fornito sia il motion capture, sia il doppiaggio del personaggio. Joosten era stata invitata ad un'audizione in cui si cercava un'attrice per una sessione di motion capture, la quale avrebbe dovuto interpretare il ruolo di un'assassina per un nuovo videogioco Konami non meglio specificato. Al provino era presente Hideo Kojima, perciò Joosten sospettò che si trattasse di un nuovo titolo di Metal Gear. All'audizione hanno chiesto alle partecipanti di prendere una pistola e fingere di infiltrarsi in una base nemica: lei e le altre ragazze erano imbarazzate perché non avevano idea di come si impugnasse un'arma, ma Joosten, appassionata di videogiochi, ha potuto trarre ispirazione da essi, ed è così che ha ottenuto la parte.
Prima di cominciare le sessioni di motion capture, a Joosten sono stati mostrati alcuni artwork del personaggio: lo sviluppo di The Phantom Pain era ancora in una fase iniziale, ma l'aspetto di Quiet era pressoché uguale a quello del prodotto definitivo. Il processo ha richiesto due anni e in alcuni momenti si è rivelato anche difficile per Joosten, perché non avendo mai impugnato un'arma prima, e non essendo pratica delle scene d'azione, ha dovuto ricevere un allenamento di combattimento professionale per imparare a maneggiare diversi tipi di armi, e le è anche stato chiesto di fare pratica a casa.
Per quanto riguarda il doppiaggio, durante tutta la storia di The Phantom Pain Quiet non parla quasi mai a causa dei parassiti che ha in corpo, e solo in pochi filmati pronuncia alcune frasi in lingua inglese e in navajo. Per questo motivo Quiet, durante il gioco, per comunicare con Snake non si esprime a parole, ma intona un motivetto basato sul brano Quiet's Theme composto da Akihiro Honda per la colonna sonora del gioco e  interpretato dalla stessa Joosten, pur non essendo una cantante di professione.

### Le polemiche sull'aspetto
Nel settembre 2013, Kojima ha scritto su Twitter di aver chiesto al character design Yoji Shinkawa di creare personaggi «più erotici» per incentivare i cosplayer a vestirsi come loro e aumentare le vendite delle statuette che li raffigurano. Kojima ha quindi mostrato una foto «piccante» di Quiet con indosso poco più di un bikini, il che ha scatenato non poche polemiche, tra cui la critica del designer di Halo 4 David Ellis, che ha definito «disgustoso» l'aspetto di Quiet, in quanto rappresenta una sessualità fine a se stessa che conferisce un'immagine negativa e stereotipata all'industria dei videogiochi. In risposta alle contestazioni, Kojima ha chiarito che c'è stato un errore di traduzione e che il termine più adatto per esprimere ciò che intendeva dire riguardo all'aspetto dei personaggi non è «erotico», ma «sexy». Su questo punto è intervenuto anche Shinkawa, il quale ha spiegato che dal suo punto di vista non solo un personaggio, ma anche un'arma o un veicolo possono essere definiti «sexy». La stessa Joosten si è schierata in difesa di Kojima: se all'inizio è rimasta sorpresa dall'aspetto di Quiet, tuttavia è convinta che il game designer abbia dei buoni motivi per aver scelto un abbigliamento così succinto. Due anni più tardi, nel maggio del 2015, Konami ha commercializzato una statuetta di Quiet per promuovere il videogioco, la quale ha acceso nuovamente le polemiche a causa di una sua caratteristica, quella cioè di avere seni morbidi e palpeggiabili.

## Accoglienza
I recensori che hanno analizzato le vicende di Quiet si sono soffermati soprattutto sulla questione che fin dal primo annuncio del personaggio ha prodotto tante polemiche. Come già accennato, si tratta del fatto che Quiet indossa poco più di un bikini ed è perciò pressoché nuda per tutta la durata del gioco. Prima della pubblicazione di The Phantom Pain, molti giocatori ritenevano che non potesse esserci una giustificazione per l'aspetto di Quiet, ma Hideo Kojima spiegò più volte che invece c'è un motivo ben preciso se Quiet non indossa un vestito completo, e che una volta scoperto i giocatori si sarebbero ricreduti.

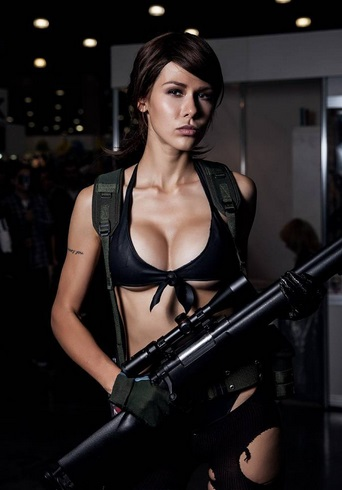
Cosplayer di Quiet

Tuttavia, la spiegazione fornita all'interno del gioco – Quiet necessita di respirare attraverso la pelle – non è risultata abbastanza convincente per giustificare la quasi totale nudità del personaggio e non ha incontrato il favore della critica. Il motivo è che tale spiegazione sembra essere in contraddizione con quanto spiegato in una cassetta del gioco, in cui si afferma che anche The End, il cecchino di Metal Gear Solid 3: Snake Eater, era capace di respirare con la pelle, ma non per questo andava in giro nudo. Inoltre, se questa giustificazione fosse veramente seria, ci si sarebbe aspettati che Quiet si rasasse i capelli, e Kojima non avrebbe «scherzato» permettendo ai giocatori di farle indossare il costume di Sniper Wolf. James Wynne di GameZone ha però osservato che la contraddizione è solo apparente, perché The End è in grado di respirare anche con i polmoni e perciò non ha bisogno di denudarsi, mentre Quiet non può usare i polmoni ed è quindi costretta a respirare esclusivamente con la pelle.
Ma a prescindere dai motivi, validi o meno, dell'aspetto di Quiet, ciò che più sembra confermare il suo ruolo di  «oggetto del desiderio» all'interno del gioco è il modo in cui viene inquadrata dalla telecamera durante le sequenze filmate: è stato infatti notato che le inquadrature mostrano spesso primi piani delle parti intime del personaggio, soffermandosi insistentemente e di proposito su di esse, senza che ciò abbia alcuna relazione con la necessità di respirare tramite la pelle.
Al di là delle polemiche riguardanti il suo aspetto, però, la critica è d'accordo nel ritenere Quiet il personaggio più interessante di The Phantom Pain, grazie alla sua personalità complessa che si oppone a quella  «piatta» degli altri personaggi, concentrati esclusivamente sul loro desiderio di vendetta, ed è stata apprezzata la sua capacità di trasmettere tante emozioni senza parlare quasi mai:
(David Roberts)